# Escuredo (Zamora)
Escuredo (en senabrés Escuréu)  es una localidad del noroeste de la provincia de Zamora, en la comarca de Sanabria.

## Toponimia y gentilicio
Es común la creencia que el nombre del pueblo está relacionado con su situación en el fondo de un valle (oscuro-escuro). Sin embargo, el nombre es compartido con otro Escuredo (León) así como un Escoredo en Asturias y no es raro que se utilice como toponímico en llanos, laderas o montes que no reúnen las mismas características orográficas. Para Gonzalo Mateo Sanz, la existencia en la zona de numerosos toponímicos originales (adil, bouza, carba, humeiro, llastra, touza bermea, malo vallo, etc) ininteligibles en castellano, son muestra inequívoca de su origen autóctono o ibérico, anterior a la romanización, por lo que en este contexto el toponímico podría bien haberse generado a partir de la raíz eskur- y el sufijo -edo con el significado de olmedo.
El gentilicio de esta localidad pedánea del municipio de Rosinos de la Requejada es escuredano.

## Geografía
Lugar de nacimiento del río Negro, afluente del Tera y este, a su vez, del Esla que desemboca en el Duero.
El pueblo se encuentra enclavado en la unión del arroyo de la Rigada y el arroyo del Humeiro. Otros ríos que van a formar el que algunos autores denominan el río de Escuredo son el arroyo de Pestiñuevo, arroyo de Valmiano, arroyo del Agrión, arroyo de la Degollada, arroyo de Valbueno, arroyo de Veganabos y el arroyo de Valdecabras, cada uno de los cuales recorre el valle que les da nombre. 
Los pueblos más inmediatos a Escuredo son Doney de la Requejada, Rábano de Sanabria y Carbajalinos. Desde el pueblo se accedía tradicionalmente a la parte de la  Sierra de Cabrera  Baja y desde allí a los pueblos cercanos de la provincia de León como Santa Eulalia de Cabrera o Truchillas. 

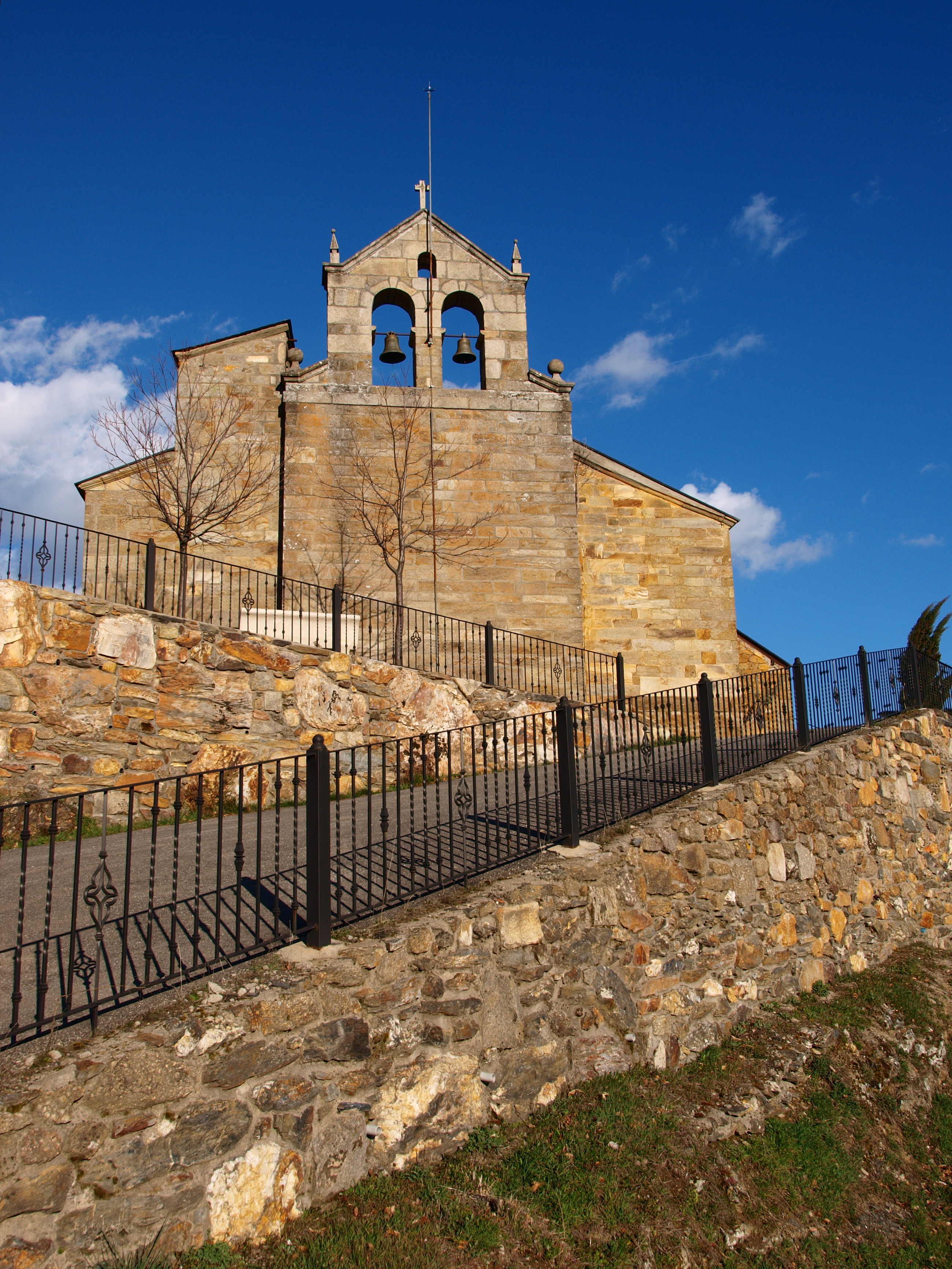
La iglesia.

## Historia
La comarca de Sanabria, incluida dentro del Convento Astur, pertenece culturalmente a la llamada cultura castreña del noroeste peninsular. El elemento más característico de esta cultura es el castro que es muy abundante en la comarca.
Durante la Edad Media el área que ocupa Escuredo quedó integrado en el Reino de León, cuyos monarcas podrían haber acometido la repoblación de la localidad dentro del proceso repoblador llevado a cabo en Sanabria, aunque dada la abundancia de topónimos autóctonos, es muy probable que la zona no estuviese completamente despoblada.
La primera referencia que aparece sobre el lugar es una anotación en el Tumbo del Monasterio de San Martín de Castañeda (Zamora), en el que se data en el año 1259 la donación al Monasterio por parte del señor Gonzalo García de todas las heredades junto con la parte de la Iglesia que tenía en el lugar de Escuredo, así como otros bienes que poseía en el vecino pueblo de Rábano. Junto con Doney, Santiago de la Requejada y Rosinos de la Requejada formaban un conjunto administrativo a la hora de la recaudación de los fueros o impuestos debidos al Monasterio.
El Abad del Monasterio de San Martín de Castañeda tenía jurisdicción alta y baja en las villas y lugares de su señorío, y nombraba alcaldes ordinarios y mayores, constando en 33 privilegios los términos de esta jurisdicción. Alcanzaba la jurisdicción y propiedad del convento a territorios que hoy son de Galicia unos y de Portugal otros como Miranda.
En la Edad Moderna, Escuredo fue una de las localidades que se integró en la provincia de las Tierras del Conde de Benavente y dentro de esta en la receptoría de Sanabria. En 1752 bajo el reinado de Fernando VI y como muchas otras localidades de la Corona de Castilla y León, una representación de los vecinos de Escuredo fueron sometidos a un interrogatorio constituido por cuarenta preguntas orientadas a determinar distintos datos estadísticos y económicos de la población lo que constituyó el Catastro de Ensenada. Para el lugar de Escuredo, perteneciente a la Jurisdicción de la Villa de Benavente, propiedad del Conde de Benavente, se determinó que lo componían veinte vecinos, siete viudas y una soltera como cabezas de familia, agrupados en veinte casas habitables y cuatro arruinadas.
Al reestructurarse las provincias y crearse las actuales en 1833, la localidad pasó a formar parte de la provincia de Zamora, dentro de la Región Leonesa, quedando integrada en 1834 en el partido judicial de Puebla de Sanabria.
Finalmente, en torno a 1850, el antiguo municipio de Escuredo se integró en el de Rosinos de la Requejada.
A fecha 31 de diciembre de 1887 el lugar se censaron por parte de la Dirección General del Instituto Geográfico y Estadístico de un total de 27 edificios, 91 habitantes de hecho y 94 de derecho.

### Escuredo en elDiccionario geográfico-estadístico-histórico de España y sus posesiones de Ultramar
ESCUREDO: lugar con ayuntamiento en la provincia de Zamora (1 legua), partido judicial de Puebla de Sanabria (2), diócesis de Astorga (14 1/2), audiencia territorial y capitania general de Valladolid (32). SITUADA entre peñascos de la sierra llamada Peña Negra; reinan los vientos del norte y oeste; su CLIMA es frio, y sus enfermedades mas comunes, pulmonias. Tiene 24 CASAS y 1 iglesia parroquial (Santa Maria), cuyo curato es de ingreso y presentacion del conde de Benavente, pero hace años esta vacante, y le sirve el párroco de Doney. Confina el TÉRMINO norte Santa Eulalia de Cabrera; este Trcuhas de Id., sur Doney; oeste Rábano, á 2 leguas el mas distante. El TERRENO de segunda, tercera y cuarta calidad, y le fertilizan las aguas de dos rios: uno que viene del valle de Cabrera, y otro de la sierra de la Barcenilla, llamado Rebollar. Los CAMINOS son locales: recibe la CORRESPONDENCIA de la Puebla y Mombuey. PRODUCTOS: centeno, patatas, yerba y hortaliza; cria ganado vacuno, lanar y cabrio, caza de liebres, conejos, perdices y animales dañinos; pesca de truchas. INDUSTRIA: 1 molino harinero. POBLACION: 12 vecinos, 49 almas. CAPITAL PRODUCTOS: 21,553 reales. IMPONIBLE 1,932 CONTRIBUCION: 940 reales 8 maravedíes. El PRESUPUESTO MUNICIPAL asciende á 160 reales cubiertos por reparto entre los vecinos.